# Thomas Allofs
Thomas Allofs (nascut el 17 de novembre de 1959) és un futbolista alemany retirat que va jugar com a davanter.